# 钢城街道 (承德市)
钢城街道，是中华人民共和国河北省承德市双滦区下辖的一个乡镇级行政单位。

## 行政区划
钢城街道下辖以下地区：
凤凰社区、果山社区、行宫社区、怡园社区、滦江社区和滦电社区。